# Bóg@niebo.hu
bóg@niebo.hu (węg. uristen@menny.hu) – węgierski krótkometrażowy film komediowy z 2000 roku.

## Fabuła
Bóg przypadkowo gubi klucz do nieba, który spada na ziemię. W celu jego odzyskania zstępuje na ziemię – do Budapesztu. Jest zdezorientowany światem i zachowaniem ludzi, którzy śmieją się z jego dziwnego wyglądu.

## Obsada
- Zsolt Végh – Bóg
- Gábor Dióssi – Mojżesz
- Péter Scherer – święty Piotr
- Sándor Csányi – złodziej
- Zoltán Kálmánchelyi – misjonarz

## Nagrody
- 31. Magyar Filmszemle (2000) – najlepszy film krótkometrażowy